# Etzelsrode
Etzelsrode este o comună din landul Turingia, Germania.

## Geografie
Municipalitatea este situată în partea de nord a districtului Nordhausen, la aproximativ 6,5 km spre nord, aflat pe frontiera cu Germania. Etzelsrode se află în valea Rodebachs, care se unește la aproximativ 1500 m nord-est cu Bliedebach provenind din Friedrichsthal, după care încă 1100 m duce în căști. Satul este înconjurat de munții Martberg (249 m deasupra nivelului mării) în nord, munții Etzelsroder (247 m deasupra nivelului mării) în est, Strutberg (249 m deasupra nivelului mării) în sud și dealul spre Friedrichsthal numit Muntele Gratzunger Schweinsberg (aproximativ 240-250 m deasupra nivelului mării). Prin oraș conduce K 7 de la Friedrichsthal la Pützlingen. Etzelsrode este înconjurată de terenuri agricole.

## Nume de câmp vechi
Strutberg, Ziegenberg, Krumme Äcker, Sautal, Wachtberg, Bruch, Schaufel, Marktberg, Haselgarten, Söttlingswiese, Gemeindegarten, Lehmkuhle, în spatele Haselhof, Breitel, Pützlinger Rodelandsberg → Rolandsberg, Bastholz

## Consiliu parohial
Consiliul municipal din Etzelsrode este alcătuit din șase membri ai consiliului, care au fost aleși la alegerile locale la 7 iunie 2009 prin vot majoritar.
1. ↑  Alle politisch selbständigen Gemeinden mit ausgewählten Merkmalen am 31.12.2018 (4. Quartal) (în germană), Statistisches Bundesamt[*], arhivat din original la 10 martie 2019, accesat în 10 martie 2019